# لیلی امیرارجمند
لیلی جهان‌آرا مشهور به لیلی امیر ارجمند (زاده ۱۶ مهر ۱۳۱۷) مدیر آموزشی و مدرس دانشگاه ایرانی در دوره‌ی حکومت پهلوی است. او از بنیان‌گذاران، عضو هیئت امنا و نخستین مدیرعامل کانون پرورش فکری کودکان و نوجوانان بود. وی دانش‌آموخته‌ی کارشناسی ادبیات فرانسه از دانشگاه تهران و کارشناسی ارشد علوم کتابداری و اطلاع‌رسانی از دانشگاه راتگرز است. امیر ارجمند از ۱۳۳۹ تا ۱۳۴۲ ریاست کتابخانه‌ی دانشگاه ملی را برعهده داشت، هم‌چنین در دوره‌ای رئیس کتابخانه‌ی شرکت ملی نفت ایران و استادیار کتابداری دانشگاه تهران بود. وی در فاصله سالهای ۱۳۵۳ تا ۱۳۵۷ به‌عنوان یکی از اعضای شورای آموزش کشور فعالیت می‌کرد.

فرح پهلوی، ملکه پیشین ایران و لیلی امیرارجمند (راست) در جشنواره‌ی فیلم کانون پرورش فکری کودکان و نوجوانان

## زندگی
لیلی جهان‌آرا در ۱۶ مهرماه ۱۳۱۷ در تهران زاده شد. پدرش عبدالله جهان‌آرا؛ فرزند تقی جهان‌آرا، کارمند وزارت دارایی بود و هفت سال نیز، ریاست ضرابخانه کشور را برعهده داشت. مادرش؛ ناهید شاهرخ، فرزند داراب شاهرخ، متولد بلژیک و کارمند بازنشسته موزه ایران باستان بود. یکی از خواهران لیلی، همسر رضا شیخ الاسلام؛ رئیس ساواک رشت بود و برادرش؛ مسعود جهان‌آرا، مدرس دانشکده معماری دانشگاه ملی بود.
لیلی جهان‌آرا در مدرسه رازی تهران، همکلاسی فرح دیبا بود. وی در دوران تحصیل، به فعالیت‌های فرهنگی علاقه بسزایی نشان می‌داد و در تمامی طول تصدی در کانون پرورش فکری کودکان و نوجوانان نیز متمرکز به ایجاد و پرورش استعداد در سطوح کودکان بود.
همسر اول لیلی، مالک یک کارخانه جیر در جاده قدیم تهران به شهر ری بود و از وضع مالی خوبی برخوردار بود. لیلی پس از جدایی از وی، مدتی را به تنهایی زندگی کرد، تا اینکه در سال ۱۳۴۵ با حسینعلی (شاهرخ) امیرارجمند (استاد دانشکده فیزیک دانشگاه تهران) ازدواج کرد و بعد از این ازدواج، به لیلی امیرارجمند شهرت یافت. حسینعلی امیرارجمند در روزنامه اطلاعات به مقاله‌نویسی می‌پرداخت و ظاهراً از گرایش فکری چپ برخوردار بود.
فرح در فرانسه با چهار دوست جدید به نام‌های لیلی امیرارجمند، کریم‌پاشا بهادری، فریدون جوادی و بژورن مایرولد آشنا شد. لیلی امیرارجمند بعدها در کاخ پهلوی به جرگه دربار پیوست، سپس نماینده فرح پهلوی در کانون پرورش فکری کودکان و نوجوانان شد.
وی در واپسین روزهای پیش از وقوع انقلاب ۱۳۵۷ ایران از کشور خارج شد و هم‌اکنون ساکن شرق آمریکا است.

## تحصیلات
لیلی جهان‌آرا لیسانس ادبیات زبان فرانسوی را از دانشگاه تهران دریافت کرد و کارشناسی ارشد علوم کتابداری و اطلاع‌رسانی را نیز از دانشگاه راتگرز نیوجرسی گرفت.

## سوابق
لیلی، دوست فرح پهلوی بود و مشاغل متعدد را عهده‌دار بود، که آخرین سمت وی عضو هیئت امناء و مدیرعامل کانون پرورش فکری کودکان و نوجوانان است.
سایر مشاغل وی عبارت اند از:
- رئیس کتابخانه دانشگاه ملی (۱۳۴۲–۱۳۳۹)
- استادیار کتابداری دانشگاه تهران
- رئیس کتابخانه شرکت ملی نفت ایران
- عضو هیئت امنای بنیاد آرشام
- عضو هیئت مدیره و موزه علوم و فنون

امیر ارجمند از اسفند ۱۳۵۳ نیز، با پیشنهاد وزیر علوم و تأیید محمدرضا پهلوی، به عضویت شورای آموزش کشور منصوب شد.

## افتخارات
در سال ۲۰۲۱ ماهنامهٔ سینمایی سایت اند ساوند نام لی‌لی امیرارجمند را در فهرست ۱۰۰ قهرمان پنهان سینما و جزو افرادی قرار داد که در شکل‌گیری تاریخ فیلم‌سازی نقش داشته‌اند. سایت اَند ساوند از امیرارجمند به عنوان «یکی از معماران کلیدی سینمای ایران» یاد کرده و نوشته‌است: «کانون پرورش فکری کودکان و نوجوانان پس از تأسیس در اوایل دههٔ ۴۰ شمسی، خانهٔ تولید بی‌عیب و نقص محصولات فرهنگی ممتاز بود».